# Sint-Amanduskerk (Gullegem)

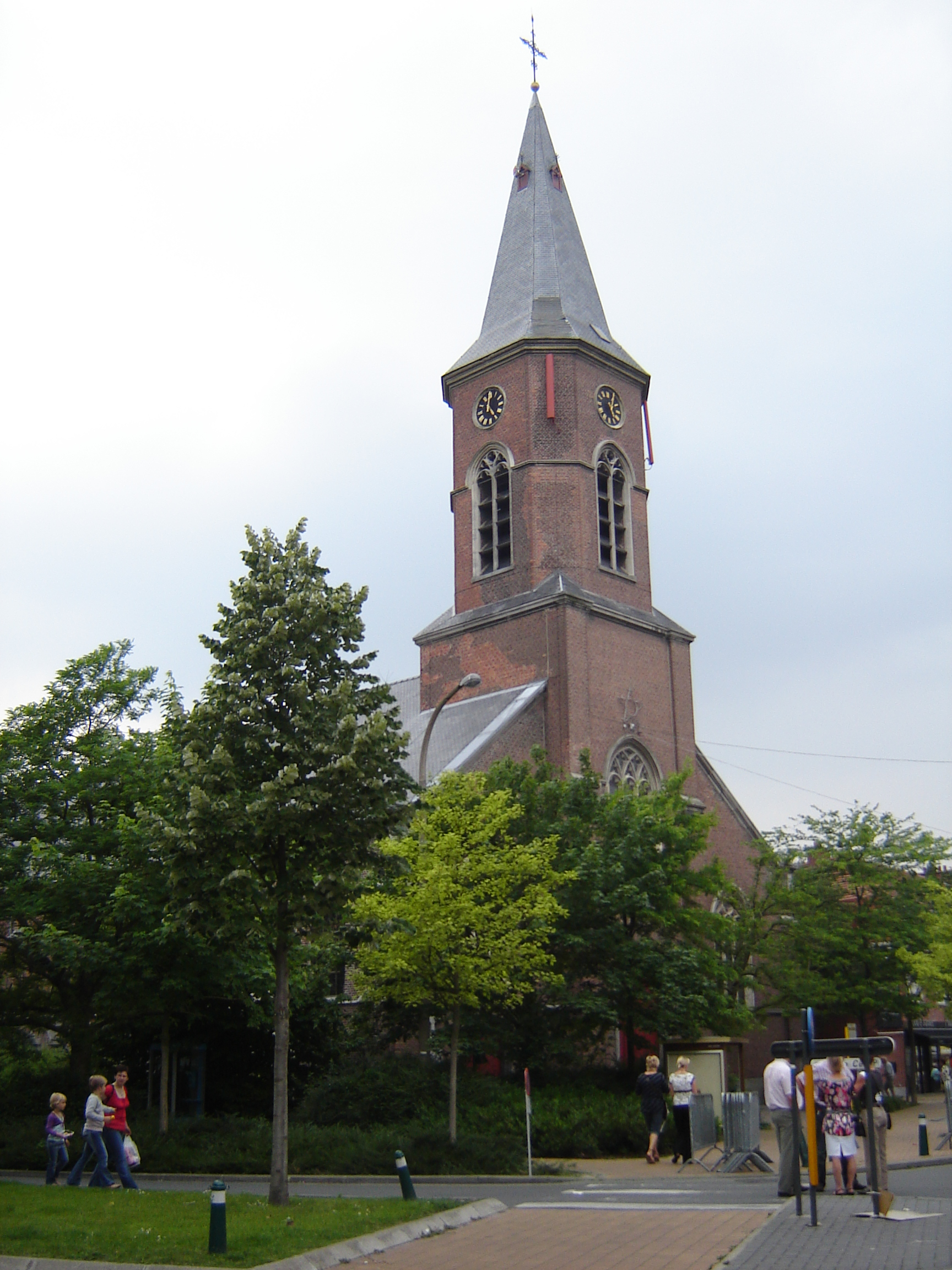
Sint-Amanduskerk

De Sint-Amanduskerk is de parochiekerk van de tot de West-Vlaamse gemeente Wevelgem behorende plaats Gullegem, gelegen aan Dorpsplein 1.

## Geschiedenis
In 1105 werd voor het eerst melding gemaakt van een kerk op deze plaats, waarvan het patronaatsrecht in handen kwam van de Sint-Maartensabdij van Doornik. In 1581 werd het koor door de beeldenstormers beschadigd. Een driebeukige laatgotische hallenkerk werd omstreeks 1618 gebouwd. Deze had een achtkante vieringtoren. In 1787 werd de kerk ingrijpend gewijzigd. Er kwam een halfronde apsis aan de westzijde, de ingang werd verplaatst naar de omgeving van de vieringtoren, en het oude koor werd verbouwd tot portaal. Zo werd de oriëntatie van de kerk omgedraaid.
In 1849 vond een ingrijpende wijziging plaats, waarbij de oude vieringtoren en het oude koor werden afgebroken, terwijl de drie beuken met 17 meter werden verlengd. Architect was Pierre Nicolas Croquison.

## Gebouw
Het betreft een driebeukig bakstenen kerkgebouw, naar het westen georiënteerd. De oostgevel bevat het portaal en een vrijwel ingebouwde vierkante toren, waarbij de bovenste geledingen afgeschuinde hoeken hebben. Het uiterlijk van de kerk is voornamelijk neogotisch, het interieur heeft zijn classicistische karakter behouden. De middenbeuk is overkluisd door een tongewelf.

## Interieur
De kerk heeft een viertal 18e-eeuwse schilderijen: Kruisafneming; Marteling van de Heilige Erasmus; Doopsel van Christus, en Aanbidding der herders. De preekstoel is van 1750. Er zijn een 17e-eeuwse en een 18e-eeuwse biechtstoel.